# Élection présidentielle autrichienne de 2022
L'élection présidentielle autrichienne de 2022 (en allemand : Bundespräsidentenwahl in Österreich 2022) a lieu le 9 octobre 2022 afin d'élire le président fédéral de la République d'Autriche pour un mandat de six ans. 
Le président sortant écologiste Alexander Van der Bellen, en fonction depuis 2017, part grand favori de cette élection considérée comme sans beaucoup d'enjeu. Van der Bellen est en effet soutenu par les partis traditionnels tandis que l'extrême droite du FPÖ d'où était issu son principal concurrent en 2017 connait depuis plusieurs années un important recul dans les sondages à la suite d'affaires de corruption.
Sans surprise, Van der Bellen remporte un second sextennat en réunissant plus de 56 % des voix dès le premier tour.

## Contexte

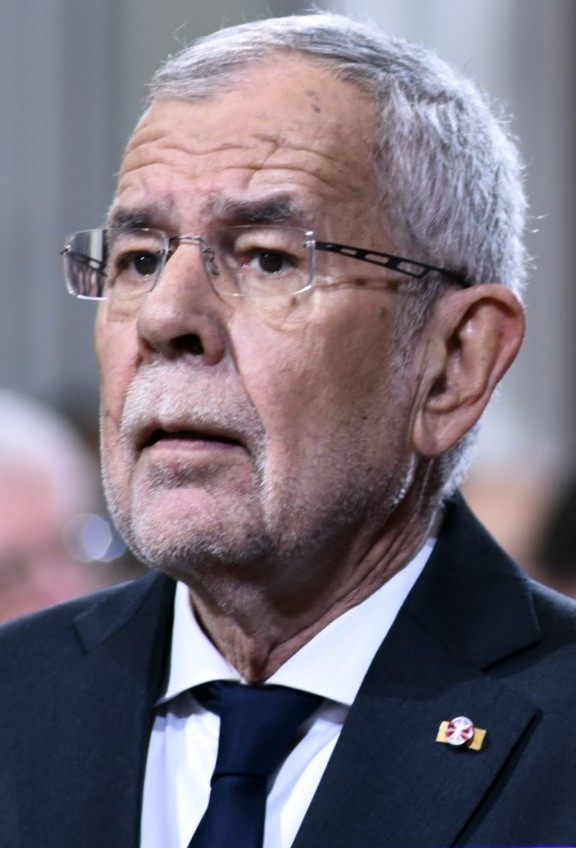
Alexander Van der Bellen

### Élection présidentielle de 2016
L'élection présidentielle précédente en 2016 est marquée par la répétition de son second tour à la suite d'irrégularités dans le dépouillement des bulletins de vote, provoquant une forte polémique dans le pays. Le scrutin, organisé dans le contexte du départ du président social-démocrate sortant Heinz Fischer — qui ne peut se représenter pour un troisième mandat consécutif —, voit s'opposer un total de six candidats. Parmi ces derniers figurent Norbert Hofer, soutenu par le Parti de la liberté d'Autriche (FPÖ), et Alexander Van der Bellen, soutenu par Les Verts, qui arrivent en tête du premier tour. C'est alors la première fois depuis 1951 qu'un tel nombre de candidats se présentent, et la première fois depuis la fin de la Seconde Guerre mondiale que le second tour n'oppose pas un des candidats soutenus par les deux principaux partis autrichiens : le Parti social-démocrate (SPÖ) et le Parti populaire (ÖVP). 
L'écart de voix au second tour organisé le 22 mai 2016 est très faible, au point que le gagnant de l'élection ne peut être connu que le lendemain, après décompte des bulletins de vote par correspondance. Norbert Hofer reconnait finalement sa défaite face à Alexander Van der Bellen, qui l'emporte avec 50,35 % des voix. Plusieurs irrégularités dans le dépouillement des votes par correspondance, dont un nombre supérieur à l’écart séparant les deux candidats ont été sortis des urnes en l'absence des fonctionnaires chargés du dépouillement, entraînent cependant l'ouverture d'une enquête auprès de la Cour constitutionnelle autrichienne, qui invalide le second tour de scrutin le 1er juillet 2016,. Un nouveau second tour est alors prévu pour le 2 octobre puis est reporté au 4 décembre à la suite de la distribution de bulletins de vote défectueux fournis par le ministère de l'Intérieur,,. Lors du second tour, le 4 décembre, Alexander Van der Bellen l'emporte avec une avance plus importante, et Norbert Hofer reconnaît à nouveau sa défaite.

### Présidence de Van der Bellen
Le premier mandat de Van der Bellen connaît une instabilité gouvernementale inhabituelle pour l'Autriche. Les élections législatives de 2017 sont remporté par le Parti populaire autrichien (ÖVP) de Sebastian Kurz, qui relègue dans l'opposition le Parti social-démocrate (SPÖ) tandis que le Parti de la liberté (FPÖ) d'Heinz-Christian Strache se maintient,. Kurz forme un gouvernement de coalition avec le FPÖ, nommant notamment Heinz-Christian Strache vice-chancelier. À la suite d'une affaire de corruption incriminant ce dernier, Sebastian Kurz met fin à la coalition et convoque des élections anticipées qui ont lieu en septembre 2019. L'ÖVP connait des résultats à nouveau en hausse tandis que le FPÖ, désormais dirigé par l'ancien candidat à la présidence, Norbert Hofer, perd dix points par rapport au scrutin précédent. Kurz reprend la tête d'un gouvernement formé cette fois-ci avec Les Verts eux aussi grand gagnants des élections. Accusé à son tour de détournement de fonds publics, Kurz démissionne cependant en 2021 et se retire peu après de la vie politique,. Lui succèdent à la chancellerie Alexander Schallenberg, fidèle de Kurz qui ne reste en fonction qu'un mois, avant l'élection de Karl Nehammer, à la tête de l'ÖVP en décembre 2021, ce dernier lui succédant à la chancellerie.
Face à cette actualité gouvernementale agitée, le président Van der Bellen est perçu comme rassembleur et rassurant, et voit sa popularité monter. Il se présente par conséquent en grand favori pour un second mandat en mai 2022, les sondages lui promettant une réélection dès le premier tour avec le soutien des partis traditionnels (ÖVP et SPÖ), tandis que le FPÖ reste très affaibli.

## Mode de scrutin

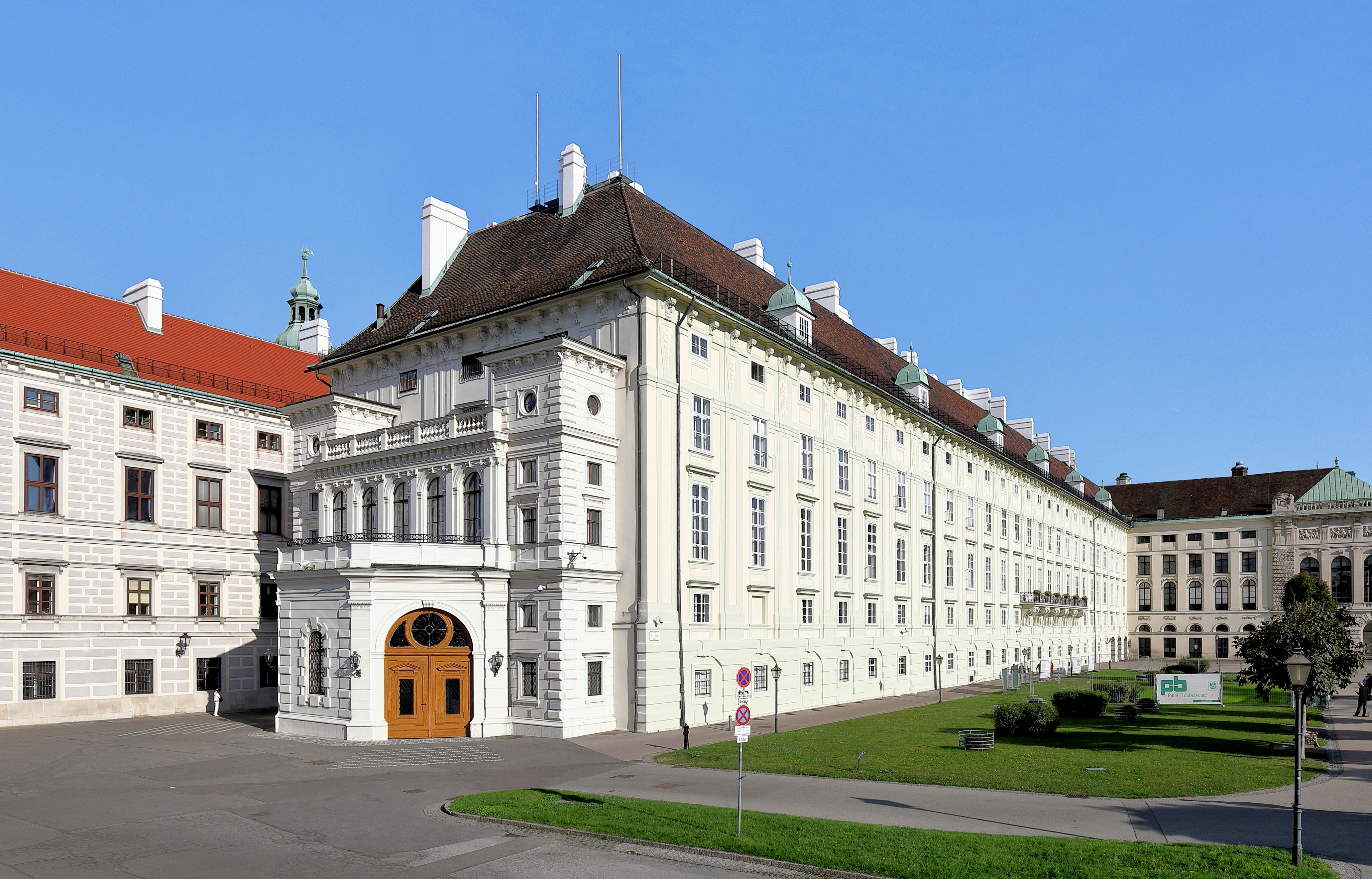
L'aile léopoldine de la Hofburg, siège de la présidence.

Le président fédéral de la République d'Autriche (en allemand : Bundespräsident der Republik Österreich) est élu au scrutin uninominal majoritaire à deux tours pour un mandat de six ans, renouvelable une seule fois de manière consécutive. Est élu le candidat qui remporte la majorité absolue des suffrages exprimés au premier tour. À défaut, un second tour est convoqué quatre semaines plus tard entre les deux candidats arrivés en tête du premier tour, et celui ayant recueilli le plus grand nombre de suffrages est déclaré élu.
Tout citoyen âgé d'au moins 35 ans révolus au 1er janvier de l'année électorale peut présenter sa candidature à la présidence de la République à condition qu'il ait recueilli au moins 6 000 parrainages de citoyens autrichiens.

## Résultats

### Nationaux
|                        | Alexander Van der Bellen | GRÜNE                  | 2 299 590 | 56,69 |  |  |  |  |
|                        | Walter Rosenkranz        | FPÖ                    | 717 097   | 17,68 |  |  |  |  |
|                        | Dominik Wlazny           | BIER                   | 337 010   | 8,31  |  |  |  |  |
|                        | Tassilo Wallentin        | SE                     | 327 214   | 8,07  |  |  |  |  |
|                        | Gerald Grosz             | SE                     | 225 942   | 5,57  |  |  |  |  |
|                        | Michael Brunner          | MFG                    | 85 465    | 2,11  |  |  |  |  |
|                        | Heinrich Staudinger      | SE                     | 64 411    | 1,59  |  |  |  |  |
|                        |                          |                        |           |       |  |  |  |  |
| Suffrages exprimés     | Suffrages exprimés       | Suffrages exprimés     | 4 056 729 | 97,80 |  |  |  |  |
| Blancs et nuls         | Blancs et nuls           | Blancs et nuls         | 91 353    | 2,20  |  |  |  |  |
| Total                  | Total                    | Total                  | 4 148 082 | 100   |  |  |  |  |
| Abstention             | Abstention               | Abstention             | 2 215 254 | 34,81 |  |  |  |  |
| Inscrits/Participation | Inscrits/Participation   | Inscrits/Participation | 6 363 336 | 65,19 |  |  |  |  |

### Par Land
| Candidats | Candidats      | Basse-Aut. | Basse-Aut. | Burgenland | Burgenland | Carinthie | Carinthie | Haute-Aut. | Haute-Aut. | Salzbourg | Salzbourg | Styrie | Styrie | Tyrol | Tyrol | Vienne | Vienne | Vorarlberg | Vorarlberg |
| Candidats | Candidats      | %          | +/-        | %          | +/-        | %         | +/-       | %          | +/-        | %         | +/-       | %      | +/-    | %     | +/-   | %      | +/-    | %          | +/-        |
| --------- | -------------- | ---------- | ---------- | ---------- | ---------- | --------- | --------- | ---------- | ---------- | --------- | --------- | ------ | ------ | ----- | ----- | ------ | ------ | ---------- | ---------- |
|           | Van der Bellen | 54,1       | 36,0       | 53,0       | 39,8       | 46,8      | 32,5      | 55,3       | 34,8       | 59,9      | 40,5      | 53,0   | 35,7   | 61,3  | 36,9  | 65,4   | 32,7   | 62,1       | 33,1       |
|           | Rosenkranz     | 18,6       | 17,0       | 17,2       | 24,7       | 23,9      | 14,9      | 20,3       | 14,8       | 16,9      | 20,4      | 19,5   | 19,3   | 16,9  | 18,6  | 10,4   | 17,3   | 16,5       | 13,5       |
|           | Wlazny         | 8,6        | Nv.        | 9,2        | Nv.        | 8,2       | Nv.       | 7,2        | Nv.        | 6,5       | Nv.       | 7,6    | Nv.    | 7,0   | Nv.   | 10,7   | Nv.    | 8,5        | Nv.        |
|           | Wallentin      | 8,8        | -          | 11,6       | -          | 9,9       | -         | 7,4        | -          | 8,7       | -         | 9,0    | -      | 6,7   | -     | 6,9    | -      | 3,1        | -          |
|           | Grosz          | 5,8        | -          | 6,3        | -          | 7,7       | -         | 5,2        | -          | 4,4       | -         | 7,4    | -      | 4,9   | -     | 3,8    | -      | 5,1        | -          |
|           | Brunner        | 2,2        | Nv.        | 1,7        | Nv.        | 2,1       | Nv.       | 2,4        | Nv.        | 2,0       | Nv.       | 2,1    | Nv.    | 1,9   | Nv.   | 1,7    | Nv.    | 3,1        | Nv.        |
|           | Staudinger     | 2,0        | -          | 1,0        | -          | 1,5       | -         | 2,0        | -          | 1,7       | -         | 1,4    | -      | 1,3   | -     | 1,0    | -      | 1,6        | -          |

## Analyse

Résultats par Land.

Candidat arrivé en tête par commune.

Comme attendu, l'élection voit la victoire d'Alexander Van der Bellen. Auréolé d'une image de stabilité dans un contexte d'inflation et de crise énergétique dû à l'invasion de l'Ukraine par la Russie, le président sortant est réélu dès le premier tour pour un nouveau mandat de six ans,.
Le Parti de la liberté d'Autriche, qui avait manqué de peu de l'emporter au second tour en 2017 avec la candidature de Norbert Hofer, s'effondre. Peu connu, son candidat Walter Rosenkranz fait ainsi les frais des affaires de corruption ayant touchées le parti au cours des années précédentes.